# Guantánamo (stad)

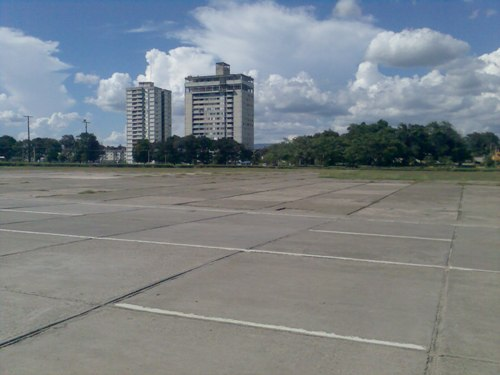
Enkele hoge gebouwen van Guantánamo

Guantánamo is een stad in het zuidoosten van Cuba. Het is de hoofdstad van de gelijknamige provincie en ligt 13 kilometer ten noorden van de Guantánamobaai. De stad ligt aan de Guasorivier en heeft ongeveer 230.000 inwoners. Op ongeveer 15 kilometer van de stad ligt de Amerikaanse militaire basis Guantánamo Bay.
De stad is een belangrijk centrum voor de suikerriet- en koffieverwerkende industrie en heeft weg- en spoorwegverbindingen met Santiago de Cuba. De haven voor de stad is de plaats Caimanera dat op ongeveer 18 kilometer naar het zuiden ligt.
De stad werd gesticht in de 19e eeuw door Fransen die de slavenopstand in Saint-Domingue (Haïti) ontvluchtten. Hierdoor vertonen de oudere gebouwen in de stad veel Franse invloeden.

## Geboren
- Olga Merediz (1956), actrice
- Manolo Poulot (1974), judoka
- Yumileidi Cumbá (1975), kogelstootster
- Dalixia Fernández (1977), beachvolleybalster
- Yargelis Savigne (1984), atlete
- Dayron Robles, (1986), atleet